# KamAZ-6350
KamAZ-6350, surnommé "Mustang", est un camion militaire russe produit depuis 1998 par KamAZ. Il est principalement utilisé pour transporter des charges lourdes et comme base pour des systèmes de lancement d'armement.

## Description
Le KamAZ-6350 est un véhicule tout-terrain robuste et puissant. Il est conçu pour opérer dans des conditions extrêmes, telles que les terrains boueux, enneigés ou montagneux. La version 63501 sert de véhicule porteur au lance-roquettes multiple 9A52-4 Tornade et au véhicule de transmission MIK-MKS.
Le KamAZ-6350 est également utilisé dans diverses configurations comme camion-citerne, véhicule de guerre électronique (par exemple, Krasukha), véhicule radar, et pour des missions de décontamination NBC (Nucléaire, Biologique, et Chimique), entre autres applications militaires.

## Galerie d'images

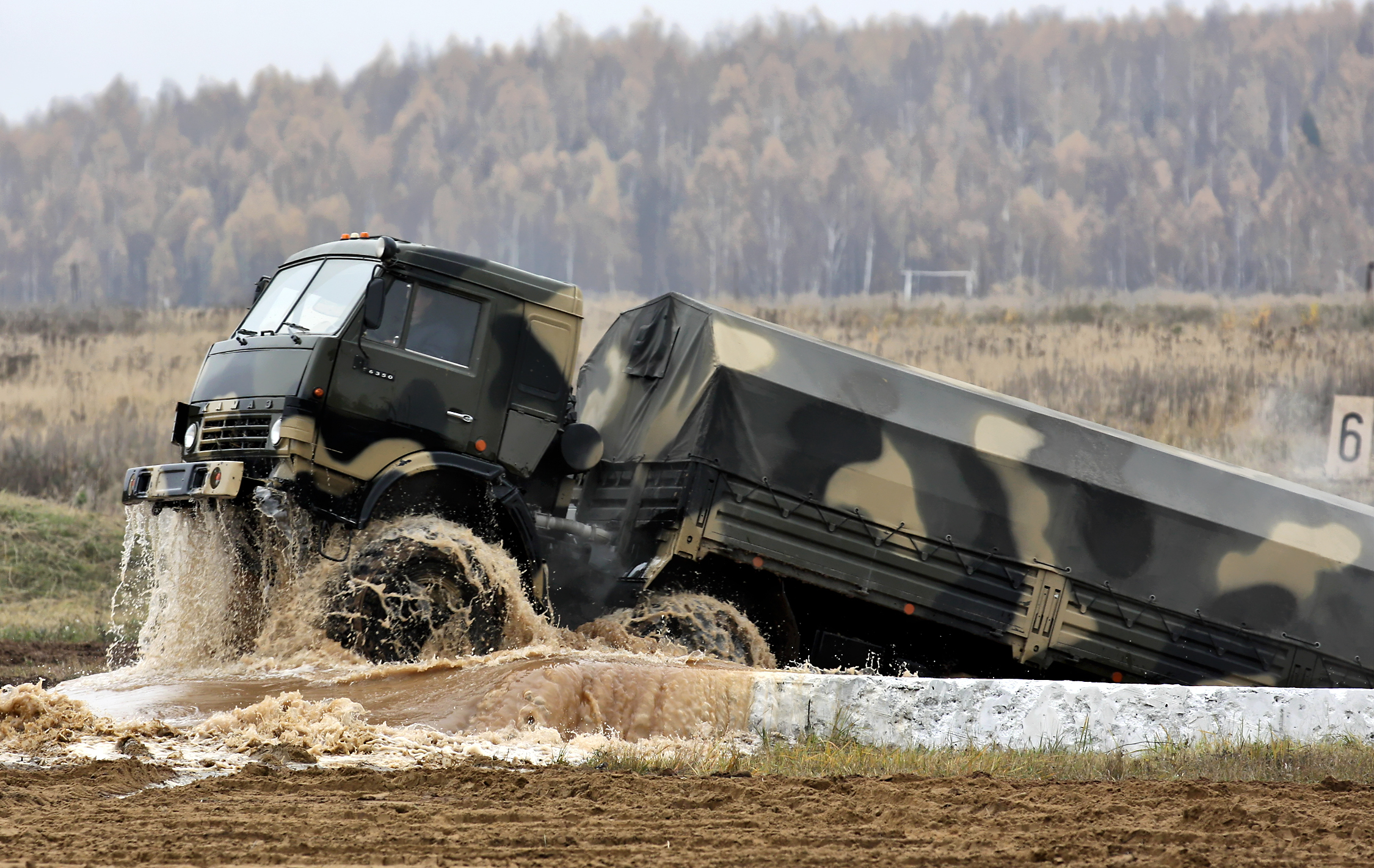
KamAZ-6350 en franchissement d'eau, 2011
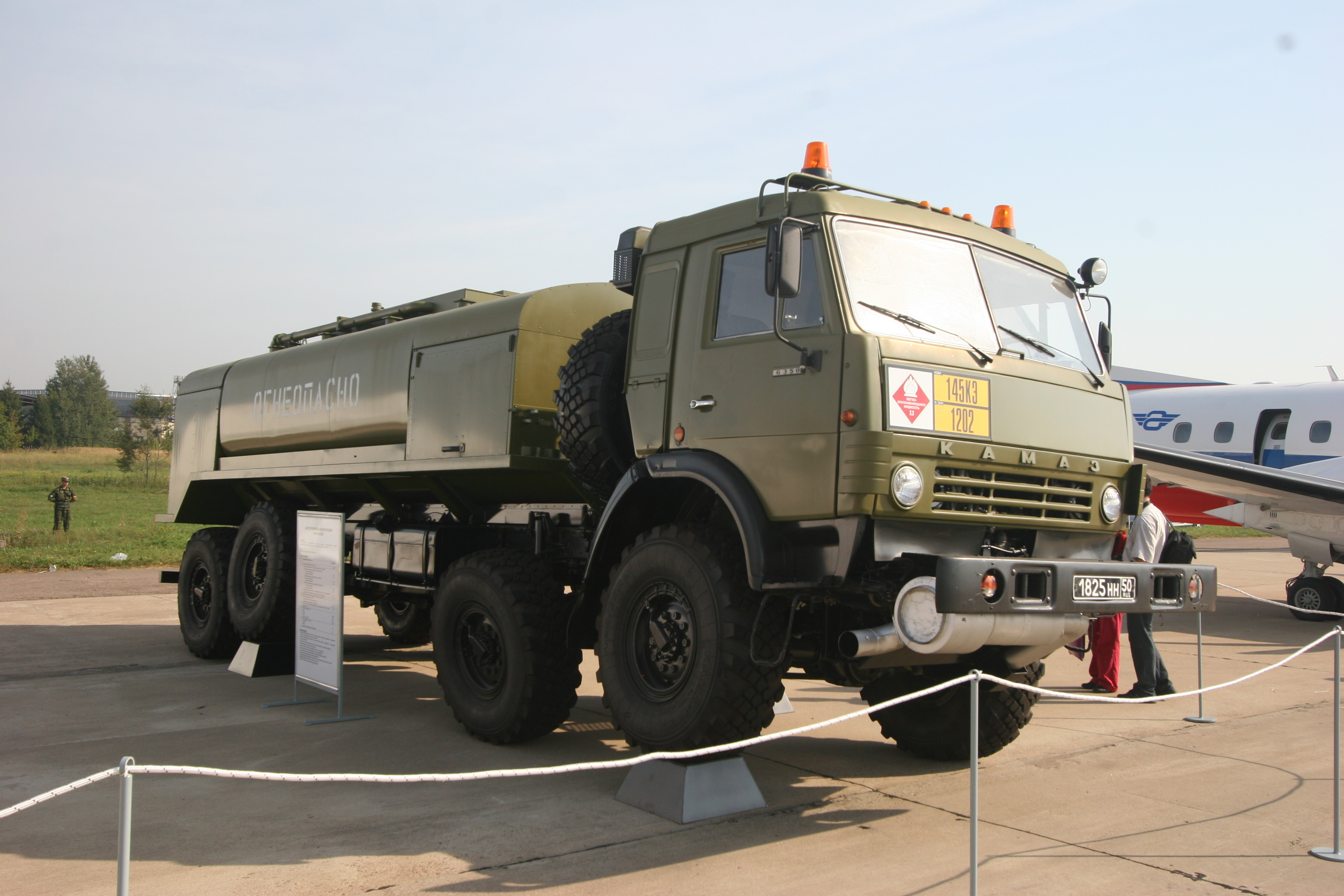
KamAZ-6350 en camion citerne, 2007
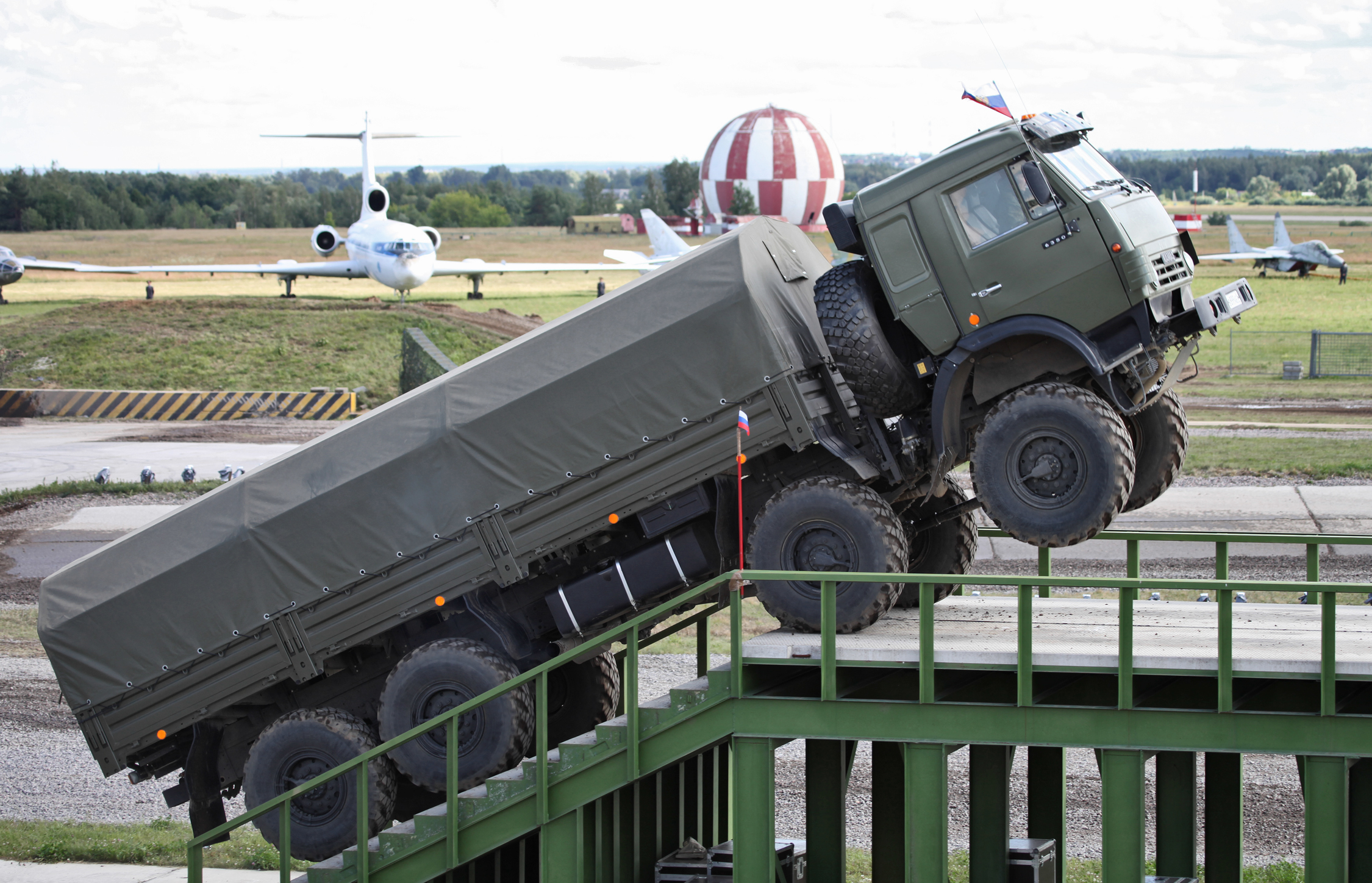
KamAZ-6350 en franchissement d'obstacle, 2012
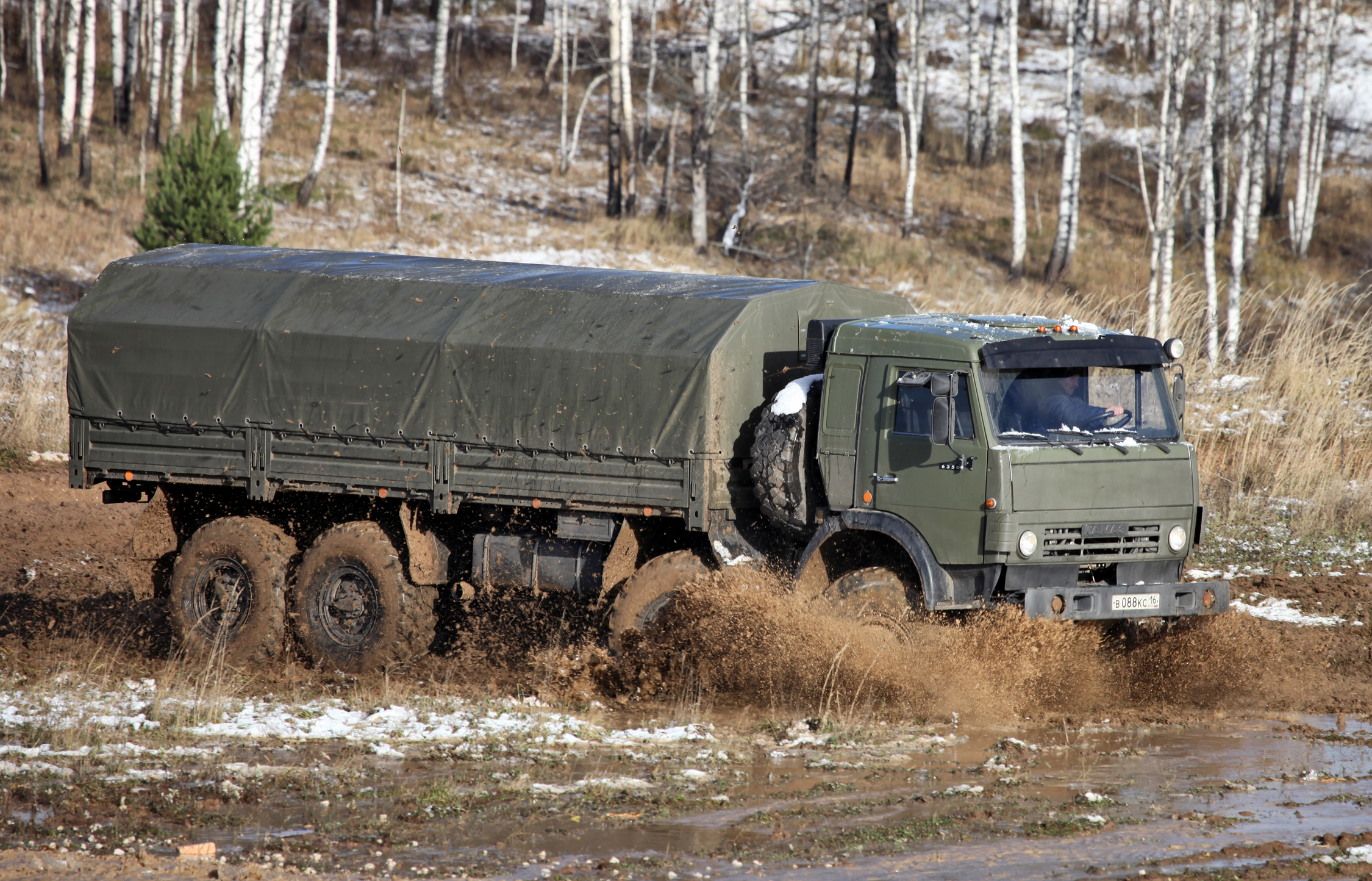
KamAZ-6350 en tout-terrain, 2012
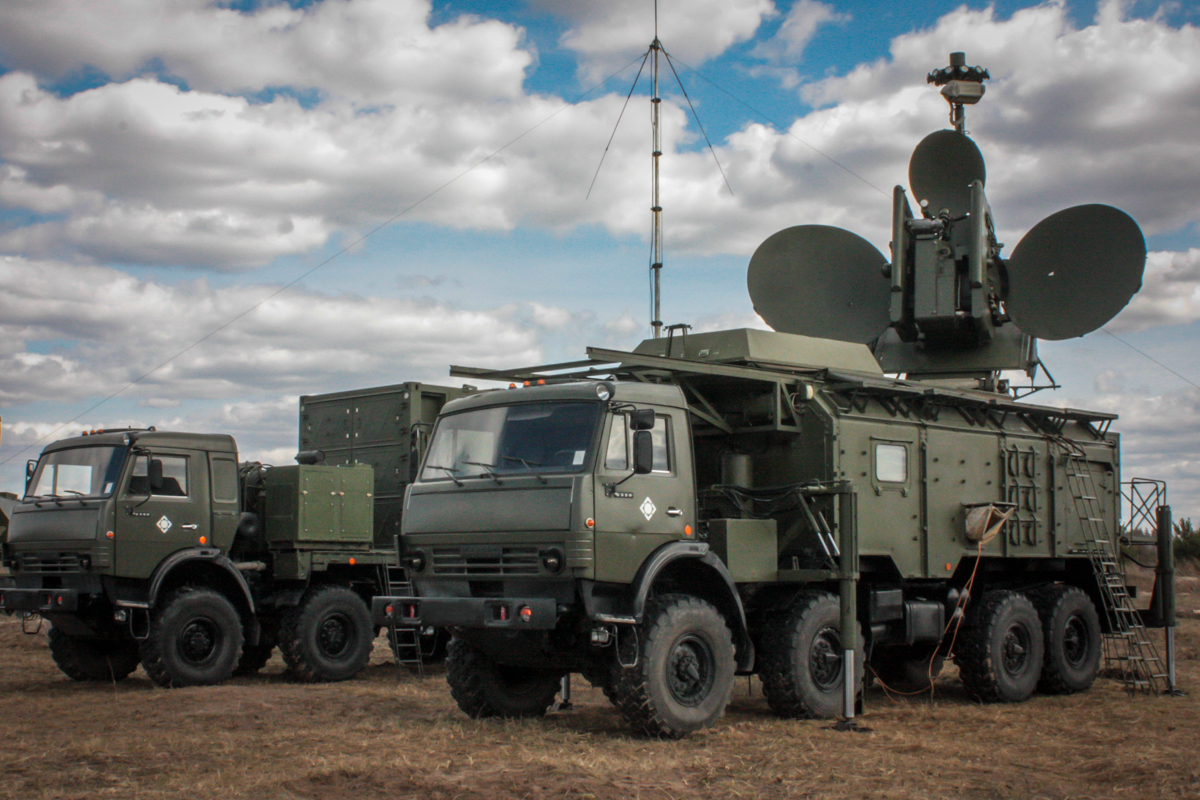
Véhicule de guerre électronique Krasukha
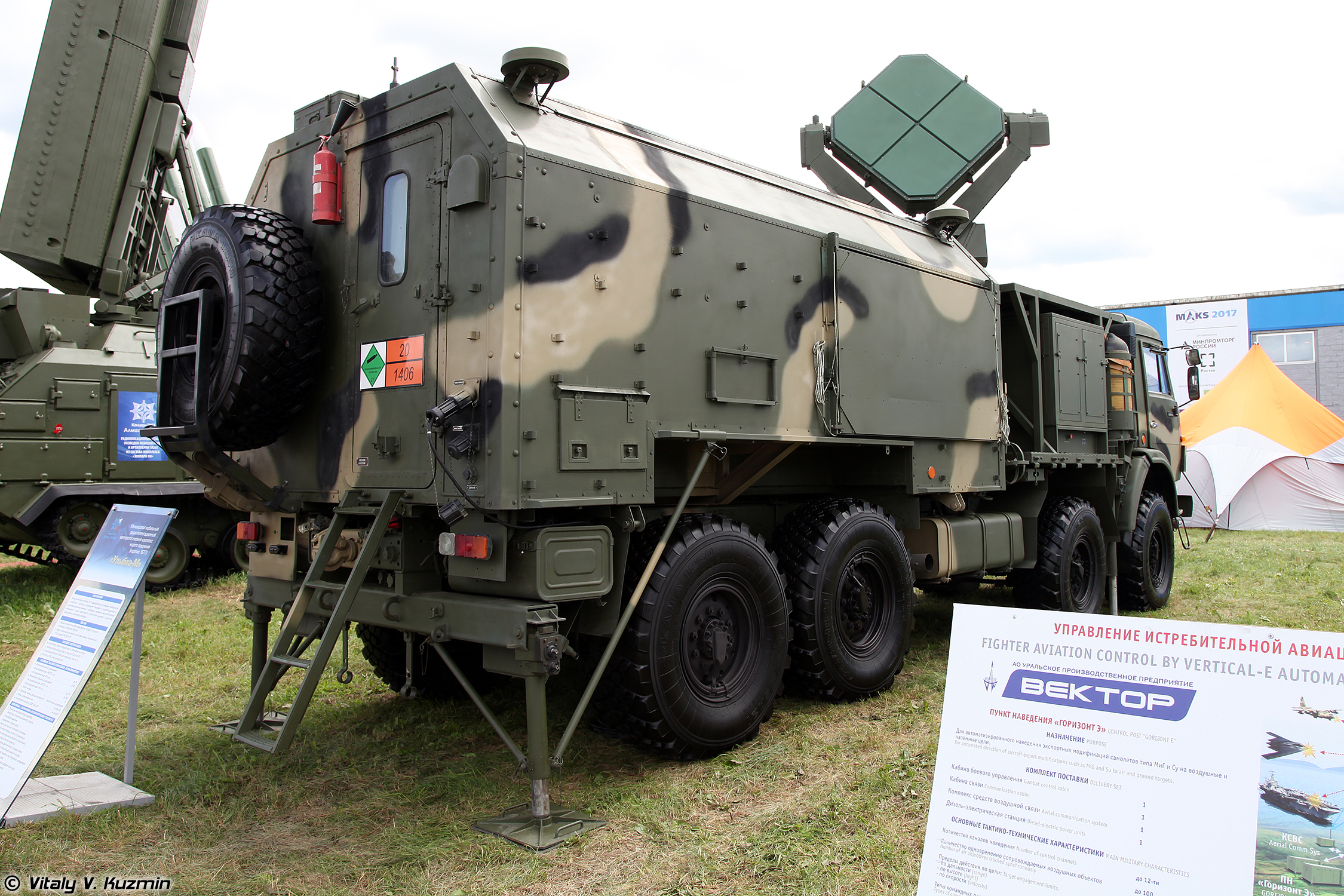
Véhicule radar
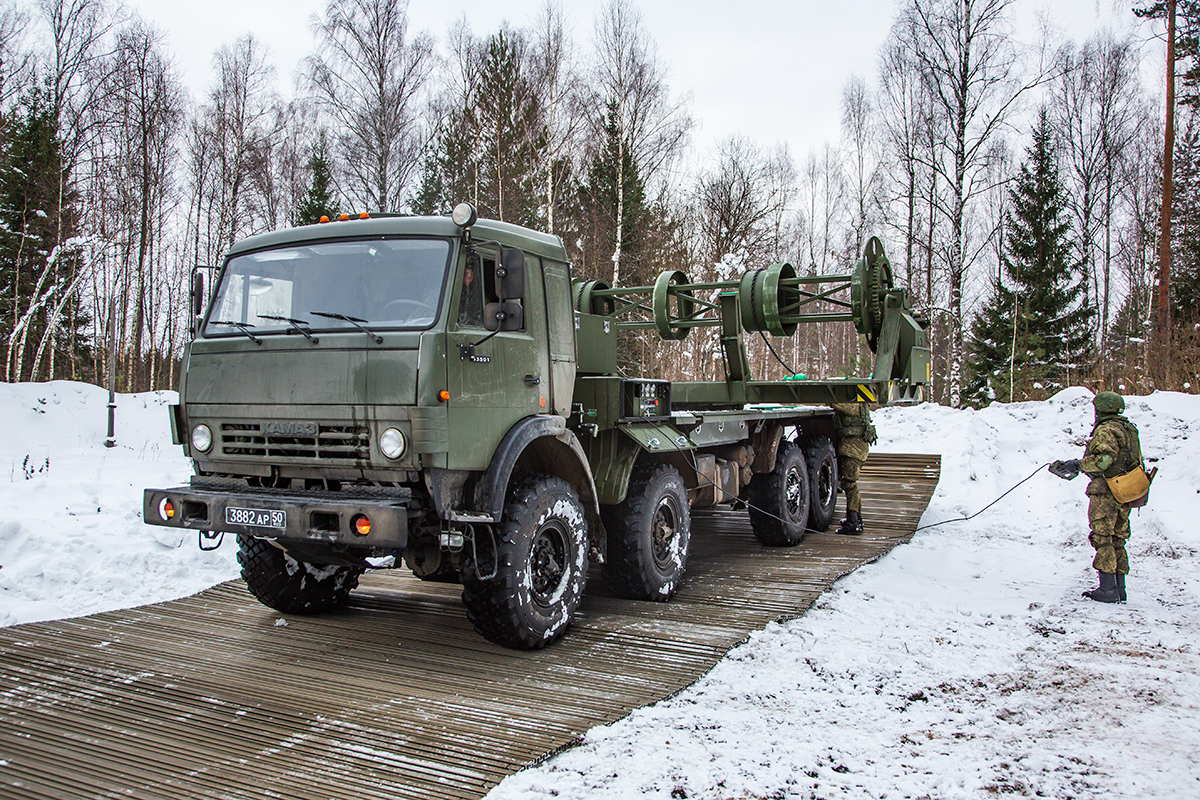
KRVD véhicule du génie militaire à fascine, de face
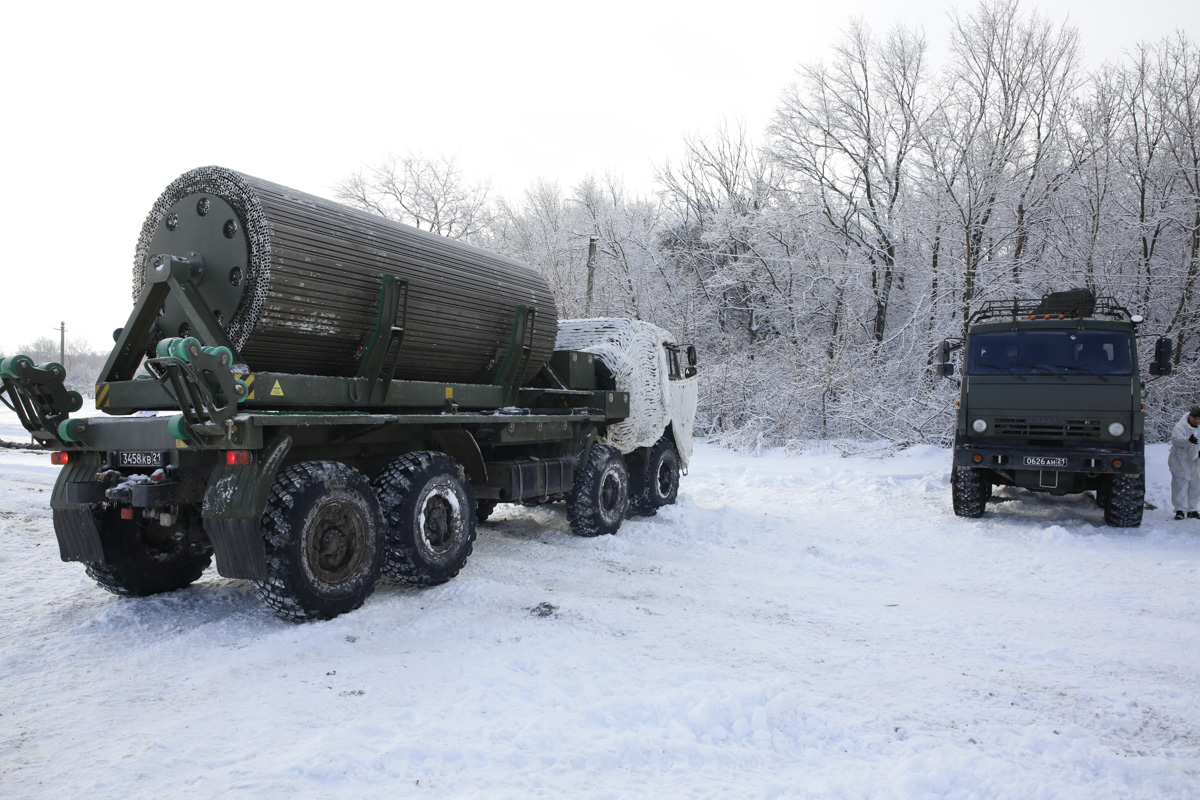
Fascine militaire russe KRVD, de dos, avec camouflage hiver
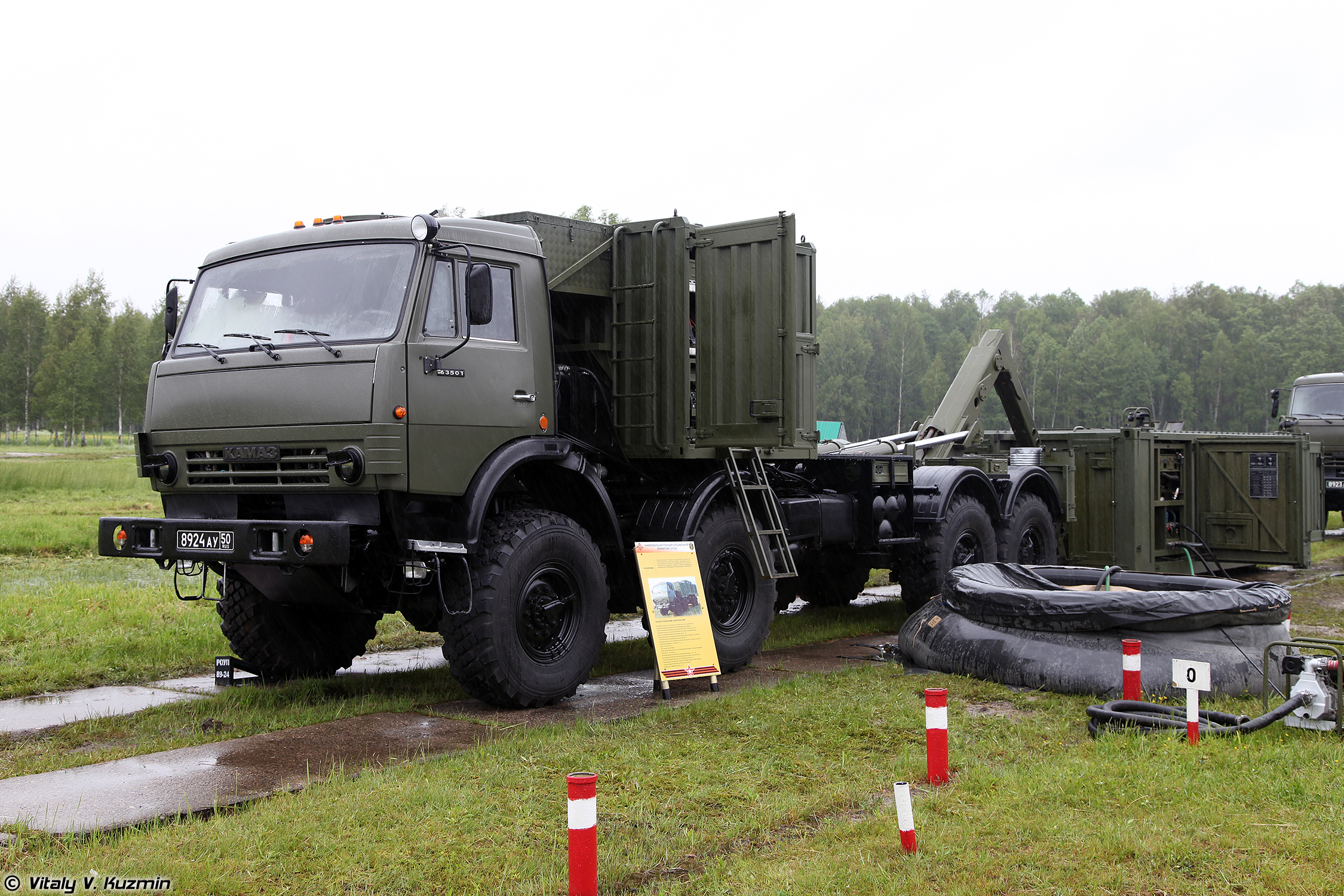
Véhicule de décontamination russe USSO sur châssis KamAZ-6350, avec piscine de décontamination